# Premier de Wuhan
El Wuhan Tennis Open (también conocido como el Dongfeng Motor Wuhan Open por razones de patrocinio) es un torneo de tenis celebrado en Wuhan (Hubei, China) para jugadoras de tenis profesional femenino. Es parte de los torneos  WTA 1000 el circuito de la WTA e hizo su debut en la temporada 2014.

## Campeonas

### Individual
| Año  | Campeona        | Finalista          | Resultado           |
| ---- | --------------- | ------------------ | ------------------- |
| 2014 | Petra Kvitová   | Eugénie Bouchard   | 6-3, 6-4            |
| 2015 | Venus Williams  | Garbiñe Muguruza   | 6-3, 3-0, ret.      |
| 2016 | Petra Kvitová   | Dominika Cibulková | 6-1, 6-1            |
| 2017 | Caroline Garcia | Ashleigh Barty     | 6-7(3), 7-6(4), 6-2 |
| 2018 | Aryna Sabalenka | Anett Kontaveit    | 6-3, 6-3            |
| 2019 | Aryna Sabalenka | Alison Riske       | 6-3, 3-6, 6-1       |
| 2020 | No celebrado    | No celebrado       | No celebrado        |
| 2021 | No celebrado    | No celebrado       | No celebrado        |
| 2022 | No celebrado    | No celebrado       | No celebrado        |
| 2023 | No celebrado    | No celebrado       | No celebrado        |
| 2024 | Aryna Sabalenka | Qinwen Zheng       | 6-3, 5-7, 6-3       |

### Dobles
| Año  | Campeonas                            | Finalistas                          | Resultado           |
| ---- | ------------------------------------ | ----------------------------------- | ------------------- |
| 2014 | Martina Hingis Flavia Pennetta       | Cara Black Caroline Garcia          | 6-4, 5-7, [12-10]   |
| 2015 | Martina Hingis Sania Mirza           | Irina-Camelia Begu Monica Niculescu | 6-2, 6-3            |
| 2016 | Bethanie Mattek-Sands Lucie Šafářová | Sania Mirza Barbora Strýcová        | 6-1, 6-4            |
| 2017 | Yung-Jan Chan Martina Hingis         | Shuko Aoyama Zhaoxuan Yang          | 7-6(5), 3-6, [10-4] |
| 2018 | Elise Mertens Demi Schuurs           | Andrea Hlaváčková Barbora Strýcová  | 6-3, 6-3            |
| 2019 | Yingying Duan Veronika Kudermétova   | Elise Mertens Aryna Sabalenka       | 7-6(3), 6-2         |
| 2020 | No celebrado                         | No celebrado                        | No celebrado        |
| 2021 | No celebrado                         | No celebrado                        | No celebrado        |
| 2022 | No celebrado                         | No celebrado                        | No celebrado        |
| 2023 | No celebrado                         | No celebrado                        | No celebrado        |
| 2024 | Anna Danilina Irina Khromacheva      | Asia Muhammad Jessica Pegula        | 6-3, 7-6(6)         |